# Oscar Gatto
Oscar Gatto (født 1. januar 1985) er en italiensk tidligere professionel cykelrytter.